# Râul Sava
Sava (pronunțat în sârbocroată: [sǎːʋa], în sârbă Сава) este un râu în Europa Centrală și de Sud-Est, afluent pe dreapta al Dunării. Curge prin Slovenia, Croația, de-a lungul frontierei nordice a Bosniei și Herțegovinei, și prin Serbia, vărsându-se în Dunăre la Belgrad. Partea sa centrală formează frontiera naturală între Bosnia-Herțegovina și Croația. Sava formează limita nordică a Peninsulei Balcanice, și marginea sudică a Câmpiei Panonice. Sava are 990 km, inclusiv 45 km ai  afluentului Sava Dolinka⁠(d) ce izvorăște la Zelenci⁠(d), Slovenia. Este cel mai mare afluent al Dunării⁠(d) după volum de apă, și al doilea după Tisa ca suprafață a bazinului hidrografic (cu 97.713 km²) și lungime. Drenează o parte semnificativă a regiunii Alpilor Dinarici, prin principalii afluenți Drina, Bosna, Kupa, Una⁠(d), Vrbas, Lonja⁠(d), Kolubara, Bosut și Krka. Sava este unul dintre cele mai lungi râuri din Europa și printre puținele râuri europene de acea lungime care nu se varsă direct în mare.
Populația bazinului hidrografic al Savei este estimată la 8.176.000, râul legând trei capitalele naționale—Ljubljana, Zagreb și Belgrad. Sava este navigabilă pentru nave mai mari de la confluența Râului Kupa de la Sisak, Croația, pe aproximativ două treimi din lungimea sa.
Se crede că numele derivă din radicalul proto-indo-european *sewh1 („a lua lichid”) și terminația *eh2, astfel încât ar însemna literalmente „cel care ia apa”.

## Izvoare

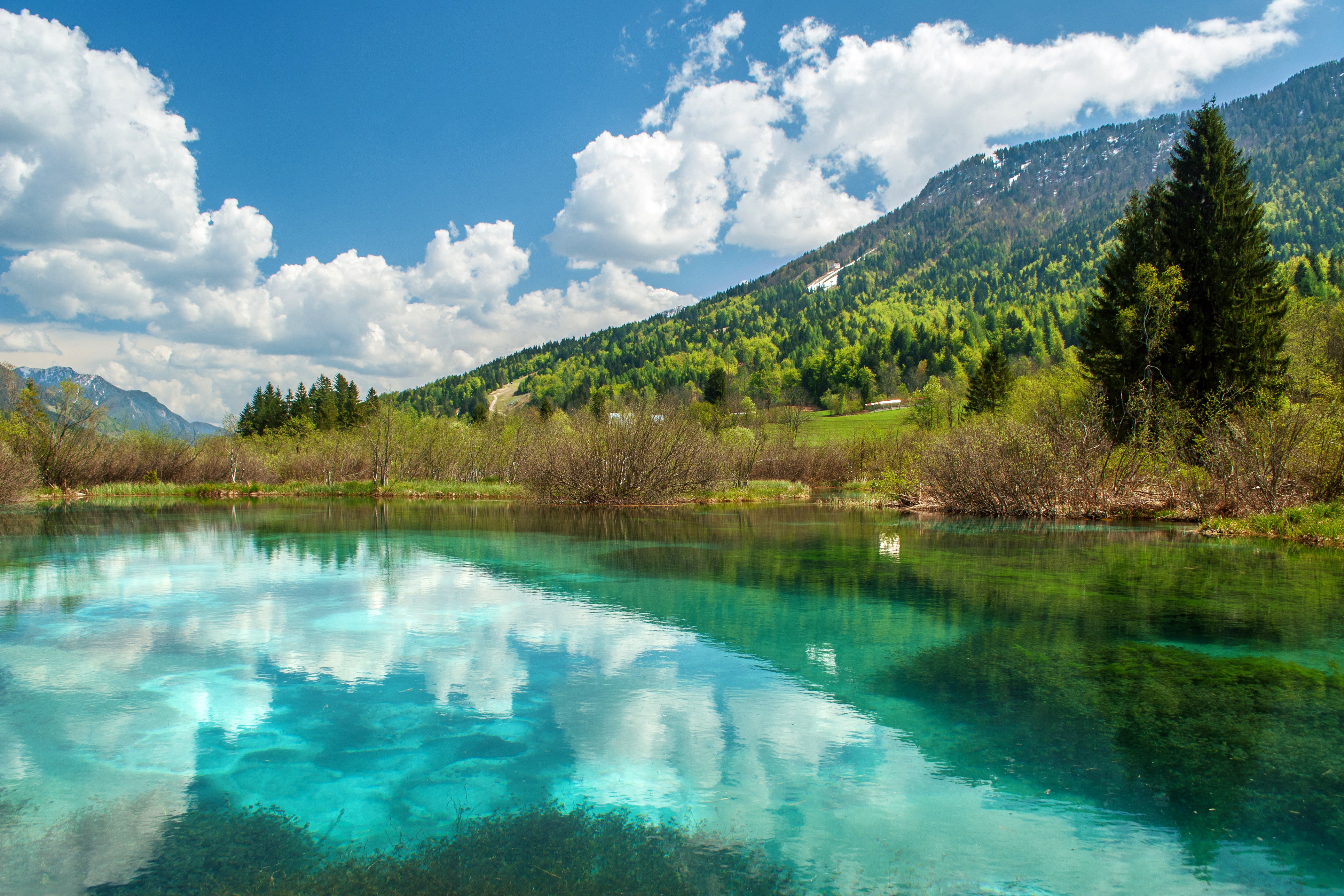
Rezervația din Slovenia, de unde izvorăște

Râul Sava se formează din izvoarele Sava Dolinka⁠(d) și Sava Bohinjka⁠(d) în nord-vestul Sloveniei. Cursul superior al râului cuprinde și mai mulți afluenți, inclusiv Sora⁠(d) (52 km), Tržič Bistrica⁠(d) (27 km) și Radovna (17 km) care se varsă în Sava la confluențe situate în aval până la Medvode.
Sava Dolinka izvorăște din Lacurile Zelenci⁠(d) lângă Kranjska Gora, Slovenia, într-o vale care desparte Alpii Iulieni de lanțul muntos Karawanken. Izvorul se află lângă frontiera sloveno-italiană la o altitudine de 833 m peste nivelul mării, la o cumpănă a apelor între bazinul Adriaticii și cel al Dunării⁠(d). Izvorul Sava Dolinka este alimentat de ape subterane care ar putea prezenta bifurcație⁠(d) a acviferului carstic între bazinele Sava și Soča. Pârâul Nadiža⁠(d), un scurt torent⁠(d) din apropiere, alimentează apele Lacurilor Zelenci. Sava Dolinka este considerat segmentul inițial al Savei, de 45 km.
Sava Bohinjka izvorăște din Ribčev Laz, la confluența cu Jezernica, un scurt curs de apă ce curge din Lacul Bohinj⁠(d) și râul Mostnica. Unele surse definesc Jezernica ca parte a Savei Bohinjka, afirmând că aceasta din urmă izvorăște direct din lac, dar aletele includ Savica⁠(d), care izvorăște de pe versantul sudic al Triglavului prin Cascadele Savica⁠(d) de 78 m, în aval de valea Lacurilor Triglav⁠(d), și care se varsă în lac, drept parte a Savei Bohinjka. Cursul se întinde pe 41 km inclusiv lungimea Savicei—spre est până la Radovljica, unde își unește apele cu Sava Dolinka. În aval de această confluență, râul rezultat este denumit Sava.

## Cursul

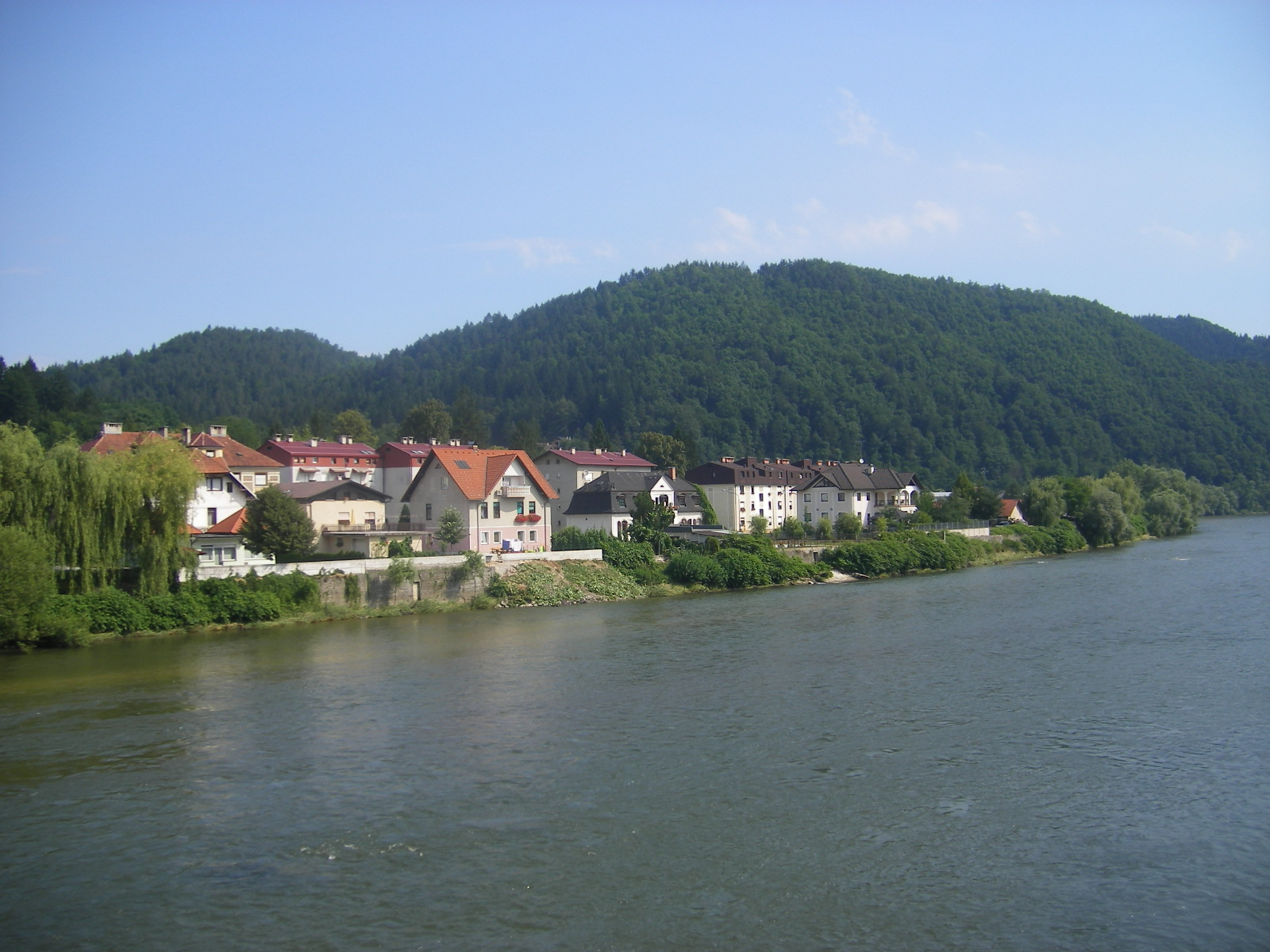
Sava la Litija

Sava se află în Europa de Sud-Est, și curge prin Slovenia, Croația, Serbia și de-a lungul granției Bosniei și Herțegovinei. Lungimea sa totală este de 990 km, inclusiv cei 45 km ai râului Sava Dolinka și cei 945 ai Savei propriu-zise. Ca afluent pe dreapta al Dunării, râul aparține bazinului hidrografic al Mării Negre. Sava este al treilea afluent al Dunării ca lungime⁠(d), puțin mai scurt decât Tisa de 966 km și decât Prutul de 950 km—cei mai lungi afluenții ai Dunării—atunci când se exclude izvorul Sava Dolinka. Este și afluentul Dunării cu cel mai mare debit⁠(d). Cursul râului este uneori folosit pentru a descrie limita nordică a Balcanilor, și limita sudică a Europei Centrale. Înaintea destrămării Iugoslaviei în 1991, râul se afla în întregime în granițele Iugoslaviei și era cel mai mare râu care curgea în întregime în acea țară.

### De la izvoare la Sutla
Sava Dolinka izvorăște în Lacurile Zelenci, la vest de Podkoren în regiunea Carniola Superioară⁠(d) a Sloveniei, la 833 m peste nivelul mării, și curge spre est, prin Kranjska Gora la Jesenice, unde cotește spre sud-est. La Žirovnica, râul intră în depresiunea Ljubljana⁠(d) și întâlnește primul baraj—centrala hidroelectrică Moste—înainte de a continua pe la est de lacul glaciar Bled către Radovljica și confluența cu Sava Bohinjka, la 411 m altitudine. În aval de Radovljica, Sava continuă spre sud-est către Kranj. Între Kranj și Medvode, cursul său formează lacurile de acumulare Trboje⁠(d) și Zbilje, construite pentru hidrocentralele Mavčiče și Medvode.

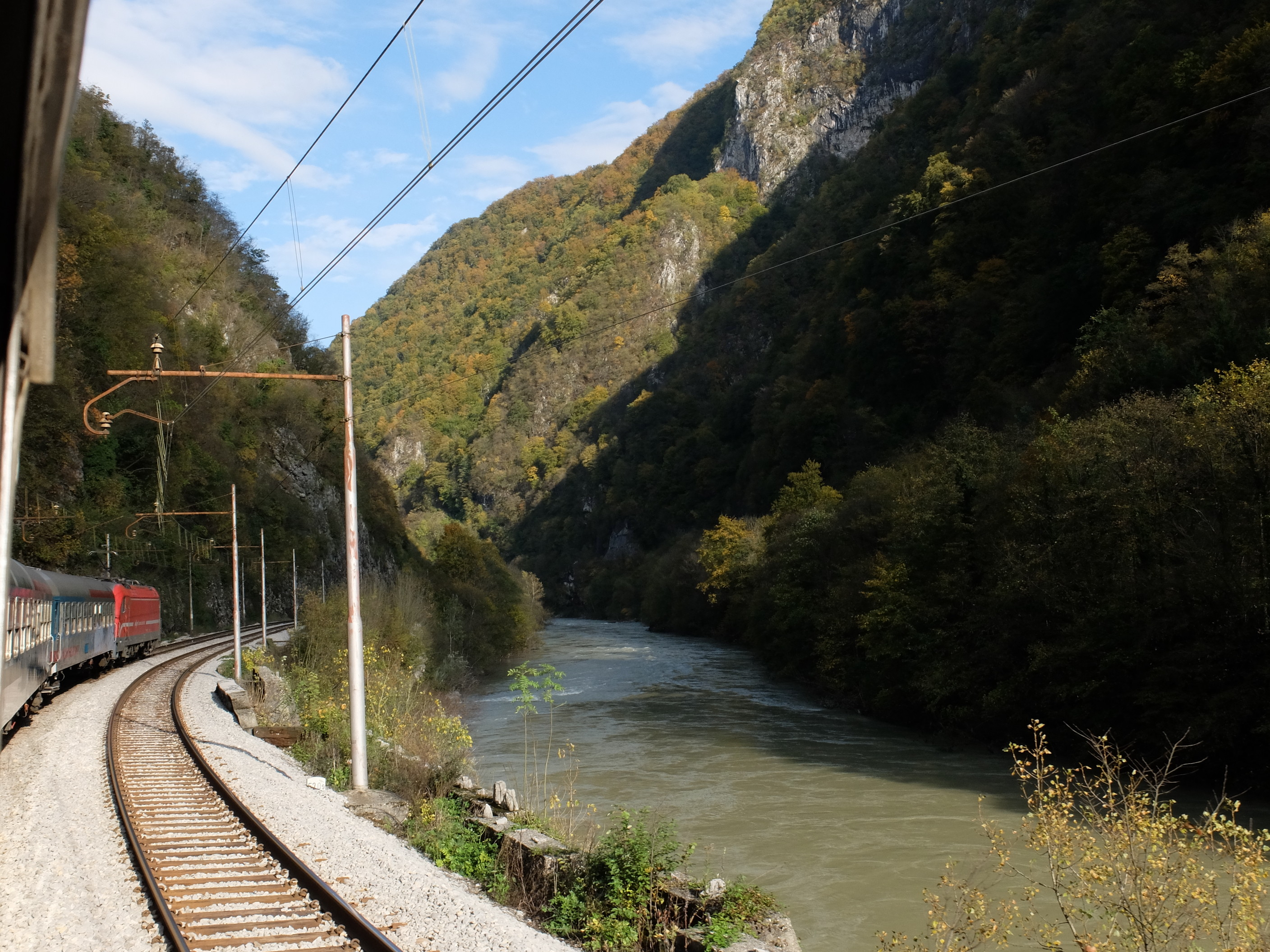
Defileul Savei între Ljubljana și Trbovlje

Sava trece apoi prin capitala Sloveniei, Ljubljana, unde se află un alt lac de acumulare, lângă repezișul Tacen⁠(d). Acolo, râul cotește spre est și iese din depresiunea Ljubljana pe la Dolsko, la 261 m altitudine (la confluența cu Ljubljanica⁠(d) și Kamnik Bistrica⁠(d)). Cursul său continuă prin Dealurile Savei⁠(d), unde trece prin depresiunea Litija cu orașul minier și industrial Litija, prin Valea Centrală a Savei⁠(d) cu orașele miniere Zagorje ob Savi, Trbovlje și Hrastnik, întorcându-se iarăși spre sud-est pentru a trece prin Valea Inferioară a Savei⁠(d) cu orașele Radeče, Sevnica și Krško. Cursul prin Dealurile Savei formează limita între regiunile istorice Carniola Inferioară și Styria. La Radeče, se află barajul și lacul de acumulare Vrhovo. Aici se află Centrala nucleară Krško⁠(d), care utilizează Sava pentru disiparea căldurii evacuate din ciclul termodinamic. Partea cea mai dinspre est a cursului Savei prin Slovenia duce până la sud de Brežice, unde primește apele Krkăi, râul devenind în cele din urmă frontieră naturală între Slovenia și Croația, pe 4 km lângă confluența cu Sutla⁠(d) (în slovenă Sotla). În acel punct, Sava ajunge la 132 m altitudine, după ce a curs 221 km prin Slovenia și de-a lungul graniței sale.

### De la Sutla la Una

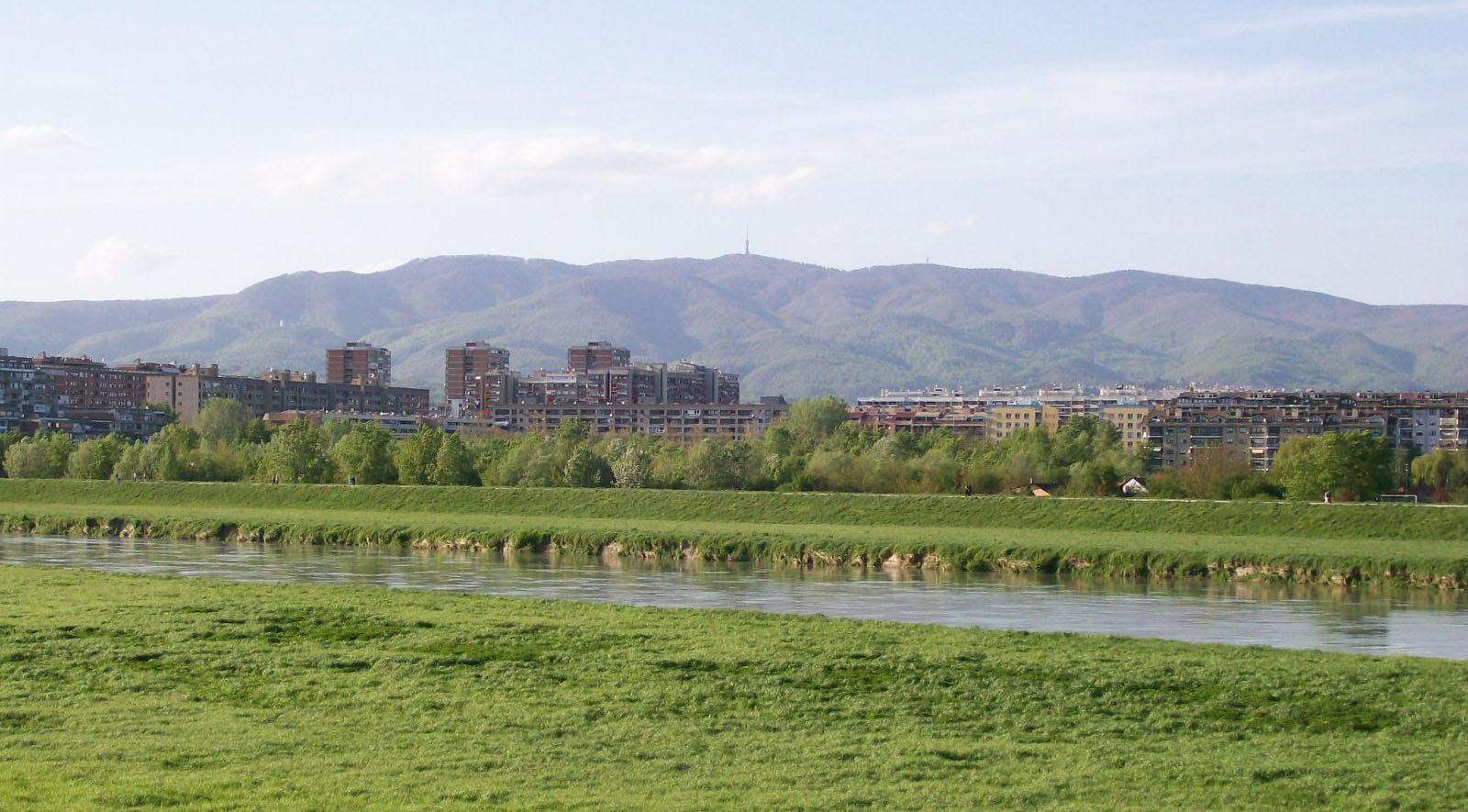
Sava la Zagreb, cu munții în fundal

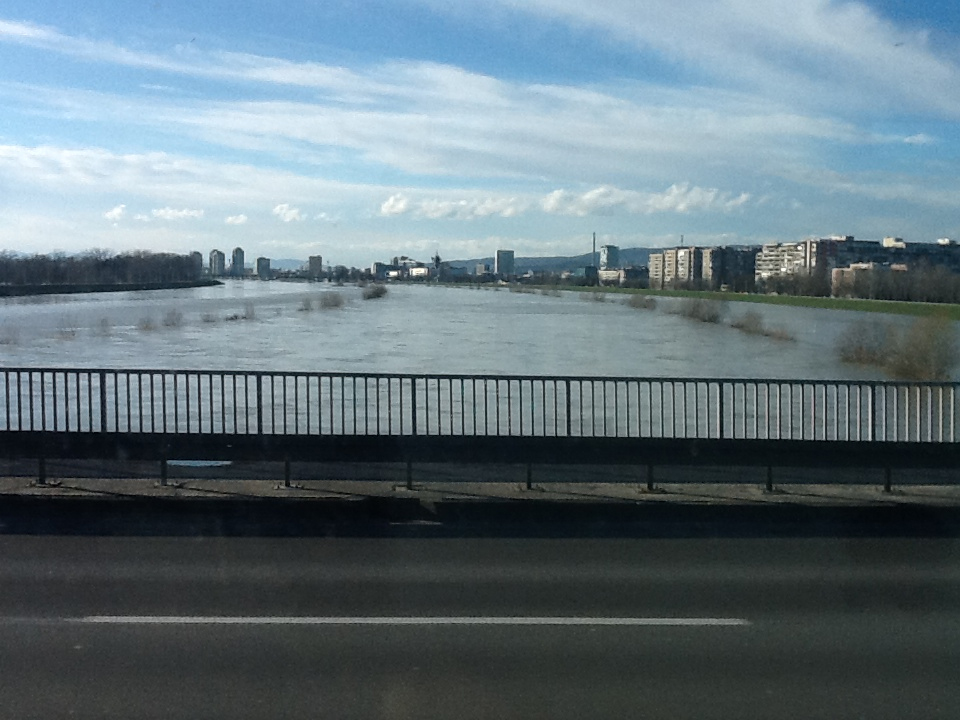
Sava la Zagreb lângă Podul Tineretului la 13 februarie 2014 după ploi masive care, combinate cu topirea zăpezii, au dus la umflarea râului până la de trei ori dimensiunile normale, ajungând până la 347 cm și la vârful digurilor. Când a fost făcută fotografia, apele începuseră să scadă, și ajunseseră la 287 cm. Arborii din apă indică lățimea obișnuită a râului, de circa 100 m.

Partea cea mai vestică a cursului de 562 km al Savei prin Croația duce apele spre est, prin partea vestică a cantonului Zagreb, între Samobor și Zaprešić. Zona cuprinde păduri întrerupte de mlaștini și lacuri formate în balastiere. Pe măsură ce Sava se apropie de capitala Croației, Zagreb, mlaștinile lasă loc unui peisaj urban, dar încă se mai întâlnesc lacuri de balastieră, cum ar fi Jarun⁠(d) și Bundek⁠(d), ultimul în interiorul orașului. La periferiile vestice ale Zagrebului, se află capătul vestic al canalului de debușare a inundațiilor Sava–Odra, de 32 km care leagă Sava de râul Odra care funcționează ca bazin de retenție pentru controlul inundațiilor. Canalul a fost construit ca răspuns la cele mai distrugătoare inundații care au avut loc la Zagreb în 1964, când o treime din oraș a fost inundat și 17 oameni au murit. Orașul însuși se află în marginea vestică a zonei din bazinul Savei celei mai expuse la inundații, de la Zagreb până la gura de vărsare de la Belgrad, Serbia.
La est de Zagreb, râul cotește din nou spre sud-est continuând prin Croația Centrală⁠(d), în cantonul Sisak-Moslavina, cu orașul Sisak, ajungând la 91,3 m altitudine. Sisak este cel mai vestic punct în care Sava este navigabilă pentru navele mai mari. Condițiile de navigație pe râu sunt slabe din cauza limitelor de pescaj, îngustimii canalului navigabil, cursului meandrat, restricțiilor de gabarit ale podurilor⁠(d), slaba semnalizare și prezența de vase scufundate și alte obiecte, inclusiv proiectile neexplodate⁠(d). Proiectilele sunt rămase din diverse conflicte, inclusiv al Doilea Război Mondial, Războiul de Independență a Croației, Războiul Bosniac, și bombardarea NATO a Iugoslaviei din 1999. Înainte de a ajunge la confluența cu Una⁠(d) la Jasenovac și la 86,8 m altitudine, Sava formează Parcul Natural Lonjsko polje, cuprinzând mlaștini frecvent inundate de Sava și de afluenții săi din zonă.

### De la Una la Drina

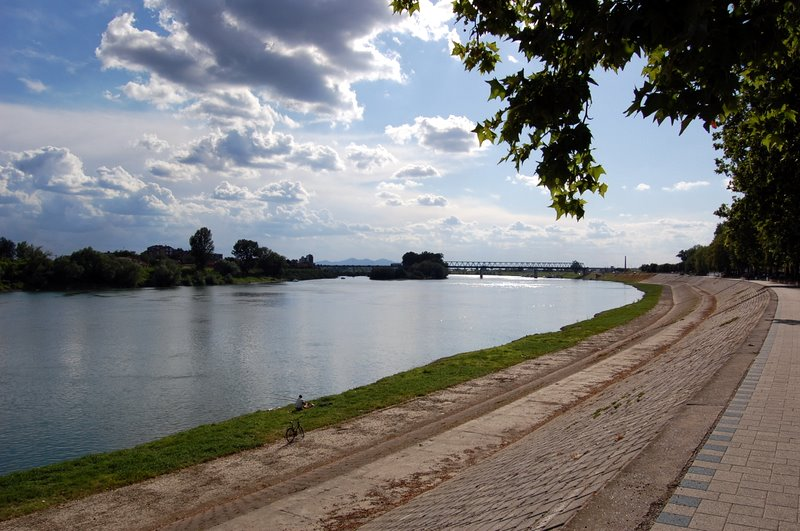
Sava văzută de la Slavonski Brod, podul din fundal leagă orașul de peste un ostrov.

În aval de confluența cu râul Una, Sava formează din nou o frontieră internațională—aici între Croația și Bosnia-Herțegovina. Cursul său meandrat duce în general spre est pe lângă Gradiška⁠(d) și Slavonski Brod la Županja, unde cotește spre sud până la Brčko. Acolo, râul își reia cursul predominant spre est către Sremska Rača⁠(d) și confluența cu Drina. Malul drept al Savei aparține în acest segment Bosniei și Herțegovinei (toate cele trei entități administrative ale Bosniei, Republika Srpska, Federația Bosnia și Herțegovina și Districtul Brčko, având ieșire la râu), malul opus aparținând Croației, respectiv cantoanelor sale Sisak-Moslavina, Brod-Posavina și Vukovar-Srijem, cu excepția zonei Jamena⁠(d) și a celei din aval—care aparțin Serbiei și provinciei Vojvodina. Niciun oraș din acest segment nu se întinde pe ambele maluri ale râului, dar sunt localități adiacente aflate în două țări diferite, împărțite de Sava. Printre acestea se numără Gradiška, Brod⁠(d) și Brčko din Bosnia-Herțegovina și Stara Gradiška, Slavonski Brod și Gunja în Croația, pe malul opus.
Segmentul de 337,2 km între confluențele cu Una și Drina, corespunzătoare întregii lungimi a Savei de-a lungul graniței Bosniei și Herțegovinei, prezintă o variație mică a altitudinii—de la 86,8 m la Jasenovac la 76,6 m la stația Brčko, la distanță de 287,5 km una de alta. Întregul curs al râului în aval de Zagreb curge în medie pe o pantă de 0,4‰, mult mai puțin abruptă decât în Slovenia, unde panta medie depășește 0,7‰—Sava curgând aici meandrat printr-o câmpie largă mărginită de zone umede.

### De la Drina la Dunăre

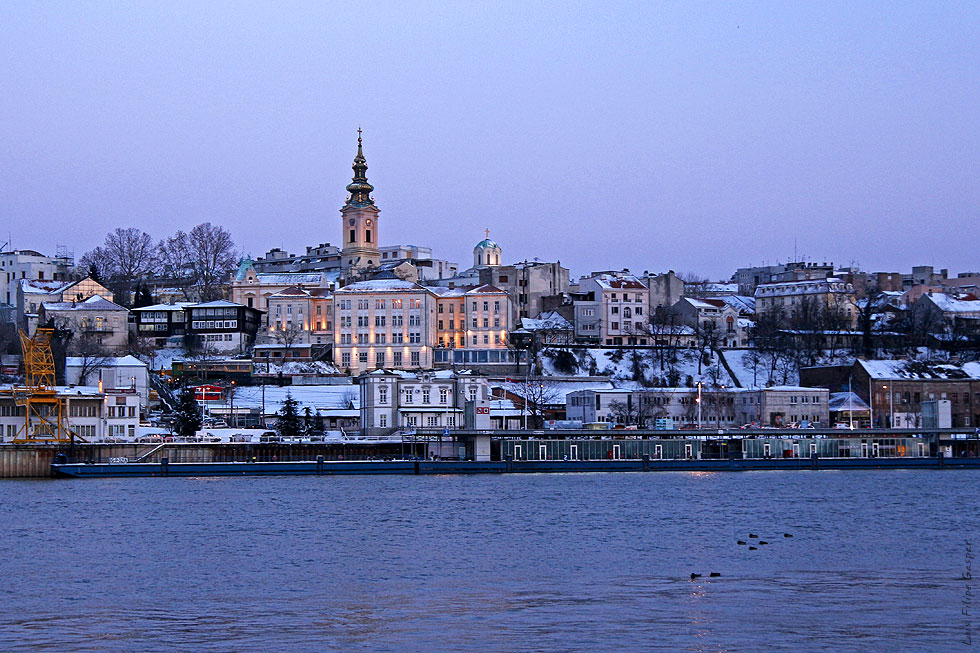
Sava și centrul istoric al Belgradului.

În aval de confluența cu Drina, râul Sava își schimbă cursul către nord-est, până ajunge la Sremska Mitrovica, de unde curge spre sud-est și apoi sud către Šabac, înainte de a coti din nou spre est către Belgrad. Majoritatea cursului acestui râu prin Serbia reprezintă limita între provincia Vojvodina, de pe malul stâng, și Serbia Centrală, de pe malul drept. Fac excepție zona din jurul orașului Sremska Mitrovica, unde ambele maluri sunt în Vojvodina, și în aval de suburbia Progar⁠(d) a Belgradului, unde ambele maluri sunt în Serbia Centrală. Râul formează și aici meandre și zone umede—cea mai importantă dintre acestea din urmă având în centru brațul mort Obedska bara⁠(d). Sava formează mai multe insule mari în acest segment, cea mai mare—Ada Ciganlija⁠(d) din Belgrad având 800 ha—fiind legată de malul drept printr-o pereche de baraje în rambleu care formează din 1967 lacul Sava⁠(d).
Sava se varsă în Dunăre la o altitudine de 68,3 m, ca afluent pe dreapta în dreptul Insulei Marelui Război în dreptul extremității estice a Sremului la Belgrad, la 1.169,9 km de vărsarea Dunării în Marea Neagră.

### Așezări
Populația din bazinul Savei este estimată la 8.176.000, și cuprinde patru capitale—Belgrad, Ljubljana, Sarajevo și Zagreb. Toate, cu excepția lui Sarajevo, se află chiar pe malurile râului și reprezintă cele mai mari trei așezări de pe malurile Savei. Belgradul, aflat la gura de vărsare, este cel mai mare oraș din bazin, cu o populație urbană de 1.135.502. Cele zece comune care formează orașul au o populație de 1.283.783 cu tot cu zonele suburbane, zona metropolitană Belgrad cuprinzând în total o populație de 1.639.121. Zagreb este al doilea oraș ca mărime de pe râu, cu 688.163 de locuitori în orașul propriu-zis, și 790.017 în zona administrată de oraș. Împreună cu comitatul Zagreb, corespunzător în mare parte diferitelor definiții ale zonei metropolitane, are o populație combinată de 1.110.517. Ljubljana este al treilea oraș ca mărime de pe Sava, cu 258.873 de locuitori în orașul propriu-zis și 265.881 în zona administrativă.
Cel mai mare oraș din Bosnia și Herțegovina situat pe malurile Savei este Brčko, a cărui populație urbană este estimată la 40.000. Alte orașe de pe râu cu peste 20.000 de locuitori sunt Slavonski Brod (53.473), Šabac (52.822), Sremska Mitrovica (37.586), Kranj (35.587), Sisak (33,049), Obrenovac (24.568), și Gradiška (circa 20.000).

## Bazinul hidrografic
Bazinul râului Sava acoperă o suprafață totală de 97.713,2 km² — fiind astfel al doilea cel mai mare afluent al Dunării ca suprafață a bazinului hidgrografic, după Tisa, cuprinzând 12% din bazinul Dunării, care se varsă în Marea Neagră. Sava reprezintă al treilea afluent al Dunării ca lungime și cel mai mare afluent ca debit. Bazinul hidrografic se mărginește cu restul bazinului Dunării la nord și la est, și cu bazinul Adriaticii la vest și sud. Bazinul hidrografic, în general, constă din părți ale Bosniei și Herțegovinei, Croației, Muntenegrului, Serbiei și Sloveniei, cu o foarte mică parte din bazin aparținând Albaniei. Topografia bazinului variază semnificativ. Partea din amonte a bazinului este mai accidentată decât în aval, dar asimetria topografiei bazinului este deosebit de evidentă atunci când se compară malul drept cu cel stâng—primul este dominat de Alpi și de Alpii Dinarici, atingând altitudini de peste 2.000 m d.m., în timp ce al doilea este dominat de Câmpia Panonică. Altitudinea medie a bazinului este de 545 m.
| Țara                                                      | Aria din bazinul Savei | Proporția din teritoriul național din bazin | Proporție din bazinul Savei |
| --------------------------------------------------------- | ---------------------- | ------------------------------------------- | --------------------------- |
| Slovenia                                                  | 11.734,8 km²           | 52,8%                                       | 12,01%                      |
| Croația                                                   | 25.373,5 km²           | 45,2%                                       | 25,97%                      |
| Bosnia și Herțegovina                                     | 38.349,1 km²           | 75,8%                                       | 39,25%                      |
| Serbia                                                    | 15.147 km²             | 17,4%                                       | 15,50%                      |
| Muntenegru                                                | 6.929,8 km²            | 49,6%                                       | 7,09%                       |
| Albania                                                   | 179 km²                | 0,59%                                       | 0,18%                       |
| Sursă: Comisia Internațională a Bazinului Râului Sava⁠(d); |                        |                                             |                             |

### Principalii afluenți

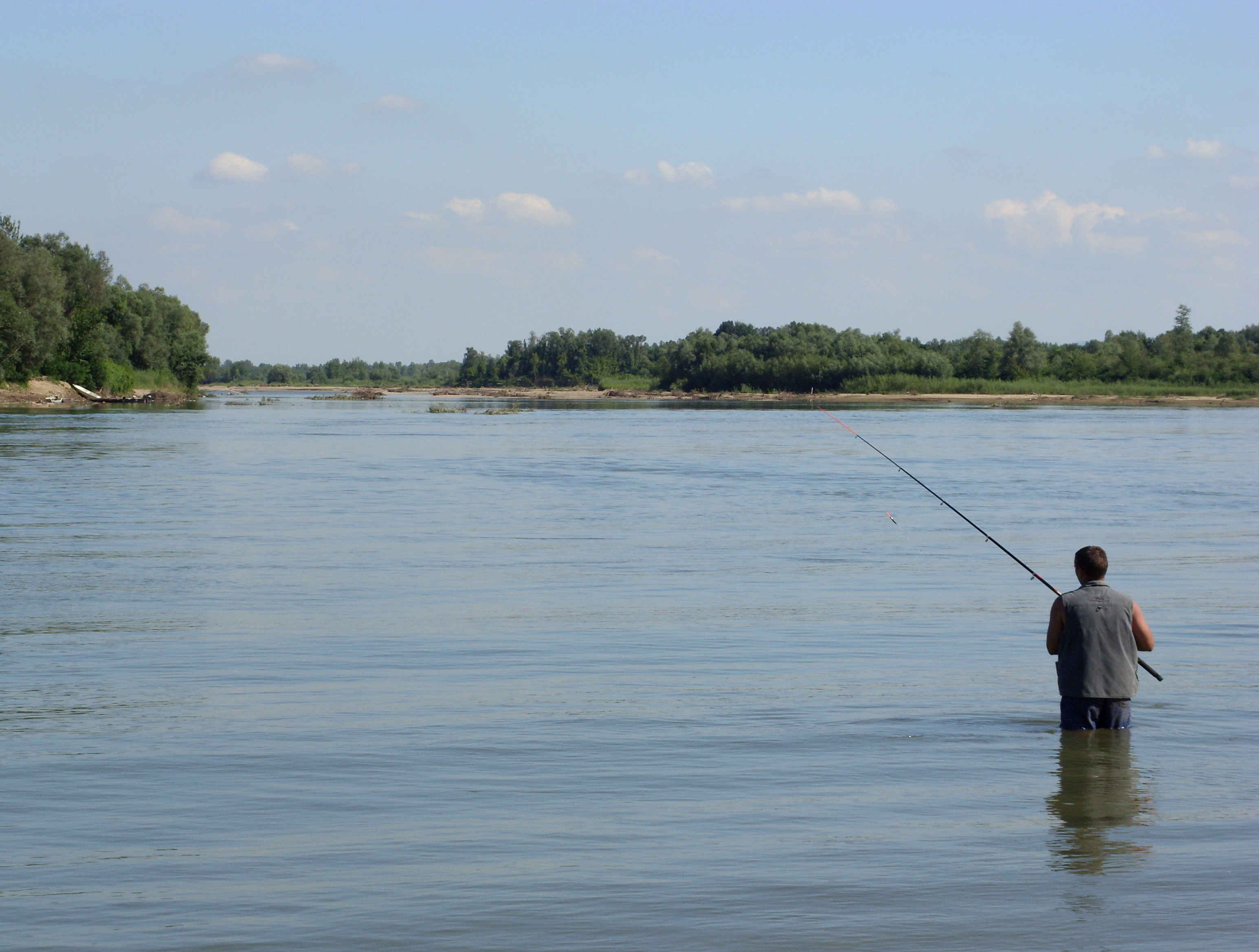
Confluența Drinei cu Sava

Cei mai importanți afluenți ai Savei din bazinul superior se caracterizează prin pante abrupte de curgere, viteze mai și repezișuri. Aceștia sunt afluenții de pe stânga: Kokra⁠(d), Kamnik Bistrica și Savinja; și cei de pe dreapta: Sora, Ljubljanica și Krka (Sava). Alte râuri mai mari se varsă în Sava, și în aval, malul drept al bazinului lărgindu-se treptat. Afluenții de pe dreapta în acest segment încep ca râuri cu curgere rapidă, încetinind pe măsură ce intră în depresiunea Panonică. Printre ele se numără Kupa, Una, Vrbas, Ukrina⁠(d), Bosna, Brka⁠(d), Tinja, Drina și Kolubara. Afluenții de pe stânga prezintă pante mai line, viteze mai mici de curgere și meandrare. Printre aceștia se numără Sutla, Krapina⁠(d), Lonja⁠(d), Ilova⁠(d), Orljava⁠(d) și Bosut.
Drina, lung de 346 km, este cel mai mare afluent al Savei, venind din Bosnia și Herțegovina și de-a lungul frontierei acesteia cu Serbia. Este format din izvoarele Tara și Piva⁠(d) la granița între Bosnia-Herțegovina și Muntenegru, lângă Šćepan Polje⁠(d). Bazinul său de 20.313,9 km²  se întinde pe patru țări—ajungând în sud până în Albania. Bosna și Kupa au al doilea și al treilea bazin hidrografic dintre afluenții Savei, fiecare de peste 10.000 km².
| Lista principalilor afluenți ai râului Sava | Lista principalilor afluenți ai râului Sava | Lista principalilor afluenți ai râului Sava | Lista principalilor afluenți ai râului Sava | Lista principalilor afluenți ai râului Sava     | Lista principalilor afluenți ai râului Sava     | Lista principalilor afluenți ai râului Sava | Lista principalilor afluenți ai râului Sava | Lista principalilor afluenți ai râului Sava |
| Malul stâng | Malul stâng                                 | Malul stâng                                 | Bazin hidrografic                           | Lungime                                         | Gură de vărsare                                 | Malul drept                                 | Malul drept                                 | Malul drept                                 |
| Țară | Regiune                                     | Afluent                                     | Bazin hidrografic                           | Lungime                                         | Gură de vărsare                                 | Afluent                                     | Regiune                                     | Țară                                        |
| --- | ------------------------------------------- | ------------------------------------------- | ------------------------------------------- | ----------------------------------------------- | ----------------------------------------------- | ------------------------------------------- | ------------------------------------------- | ------------------------------------------- |
| Slovenia | Slovenia Centrală⁠(d)                        |                                             | 1.860,0 km2 (718,2 mi2)                     | 41,0 km (25,5 mi)                               | 46°04′32″N 14°38′31″E / 46.075553°N 14.641857°E | Ljubljanica⁠(d)                              | Slovenia Centrală                           | Slovenia                                    |
| Slovenia | Savinja⁠(d)                                  | Savinja                                     | 1.849,0 km2 (713,9 mi2)                     | 93,9 km (58,3 mi)                               | 46°05′09″N 15°10′42″E / 46.085733°N 15.178471°E |                                             | Savinja                                     | Slovenia                                    |
| Slovenia | Sava Inferioară⁠(d)                          |                                             | 2.247,0 km2 (867,6 mi2)                     | 94,6 km (58,8 mi)                               | 45°53′38″N 15°36′04″E / 45.893772°N 15.601187°E | Krka                                        | Sava Inferioară                             | Slovenia                                    |
| Croația | Zagreb                                      | Sutla⁠(d)                                    | 584,3 km2 (225,6 mi2)                       | 88,6 km (55,1 mi)                               | 45°51′50″N 15°41′05″E / 45.864015°N 15.684614°E |                                             | Sava Inferioară                             | Slovenia                                    |
| Croația | Zagreb                                      | Krapina⁠(d)                                  | 1.237,0 km2 (477,6 mi2)                     | 66,9 km (41,6 mi)                               | 45°49′38″N 15°49′24″E / 45.827244°N 15.823359°E | Zagreb                                      | Croația                                     |                                             |
| Croația | Sisak-Moslavina                             |                                             | 10.225,6 km2 (3.948,1 mi2)                  | 297,4 km (184,8 mi)                             | 45°27′39″N 16°23′54″E / 45.460793°N 16.398296°E | Kupa                                        | Croația                                     | Sisak-Moslavina                             |
| Croația | Sisak-Moslavina                             | Lonja⁠(d)                                    | 4.259,0 km2 (1.644,4 mi2)                   | 49,1 km (30,5 mi)                               | 45°21′50″N 16°45′14″E / 45.363846°N 16.753807°E |                                             | Croația                                     | Sisak-Moslavina                             |
| Croația | Sisak-Moslavina                             | Ilova-Trebež⁠(d)                             | 1.796,0 km2 (693,4 mi2)                     | 104,6 km (65,0 mi)                              | 45°20′55″N 16°46′21″E / 45.348707°N 16.772604°E |                                             | Croația                                     | Sisak-Moslavina                             |
| Croația | Sisak-Moslavina                             |                                             | 9.828,9 km2 (3.795,0 mi2)                   | 214,6 km (133,3 mi)                             | 45°16′15″N 16°55′07″E / 45.27096°N 16.918516°E  | Una⁠(d)                                      | Râu de frontieră la confluență              | Râu de frontieră la confluență              |
| Croația | Brod-Posavina                               | 6.273,8 km2 (2.422,3 mi2)                   | 249,7 km (155,2 mi)                         | 45°06′29″N 17°30′48″E / 45.107939°N 17.51328°E  | Vrbas                                           | Republika Srpska                            | Bosnia-Herțegovina                          |                                             |
| Croația | Brod-Posavina                               | Orljava⁠(d)                                  | 1.618,0 km2 (624,7 mi2)                     | 87,6 km (54,4 mi)                               | 45°06′24″N 17°43′29″E / 45.106773°N 17.724724°E | Republika Srpska                            | Bosnia-Herțegovina                          |                                             |
| Croația | Brod-Posavina                               |                                             | 1.504,0 km2 (580,7 mi2)                     | 80,7 km (50,1 mi)                               | 45°05′19″N 17°56′13″E / 45.088702°N 17.936854°E | Republika Srpska                            | Bosnia-Herțegovina                          | Ukrina⁠(d)                                   |
| Croația | Brod-Posavina                               | 10.809,8 km2 (4.173,7 mi2)                  | 281,6 km (175,0 mi)                         | 45°04′00″N 18°27′58″E / 45.066792°N 18.466043°E | Bosna                                           | Federația Bosnia și Herțegovina             | Bosnia-Herțegovina                          |                                             |
| Croația | Vukovar-Srijem                              | 904,0 km2 (349,0 mi2)                       | 99,4 km (61,8 mi)                           | 44°55′40″N 18°45′23″E / 44.927893°N 18.75628°E  | Tinja⁠(d)                                        | Districtul Brčko                            | Bosnia-Herțegovina                          |                                             |
| Serbia | Vojvodina                                   | 20.319,9 km2 (7.845,6 mi2)                  | 346,0 km (215,0 mi)                         | 44°53′31″N 19°21′19″E / 44.891968°N 19.355249°E | Drina                                           | Râu de frontieră la confluență              | Râu de frontieră la confluență              |                                             |
| Serbia | Vojvodina                                   | Bosut                                       | 2.943,1 km2 (1.136,3 mi2)                   | 186,0 km (115,6 mi)                             | 44°56′29″N 19°22′10″E / 44.941443°N 19.369583°E |                                             | Vojvodina                                   | Serbia                                      |
| Serbia | Serbia Centrală                             |                                             | 3.638,4 km2 (1.404,8 mi2)                   | 86,6 km (53,8 mi)                               | 44°39′44″N 20°14′55″E / 44.662152°N 20.248532°E | Kolubara                                    | Serbia Centrală                             | Serbia                                      |
| Observații: Țara/regiunea reprezintă locul unde se află confluența cu Sava corespunzător malului respectiv; Lista include râuri cu bazin hidrografic de peste 900 km², la care se adaugă Sutla. Sursă: Comisia Internațională a Bazinului Râului Sava⁠(d); |                                             |                                             |                                             |                                                 |                                                 |                                             |                                             |                                             |

## Hidrologia
Debitul⁠(d) mediu anual al Savei la Radovljica, imediat în aval de confluența între Sava Dolinka și Sava Bohinjka, se ridică la 44,9 m³ pe secundă. În aval de confluența cu Krka, debitul mediu ajunge la 317 m³ pe secundă, crescând treptat pe măsură ce primește apele diferiților afluenți—340 m³ pe secundă în aval de Sutla, 880 m³ pe secundă după vărsarea Kupei și Unei, 990 m³ pe secundă în aval de confluența cu Vrbas, 1.180 m³ pe secundă după ce Bosna se varsă în Sava, și în cele din urmă 1.564 m³ pe secundă la vărsarea în Dunăre la Belgrad. Debitul maxim istoric, de 6.007 m³ pe secundă a fost înregistrat de stația de măsurare Slavonski Šamac în mai 2014.

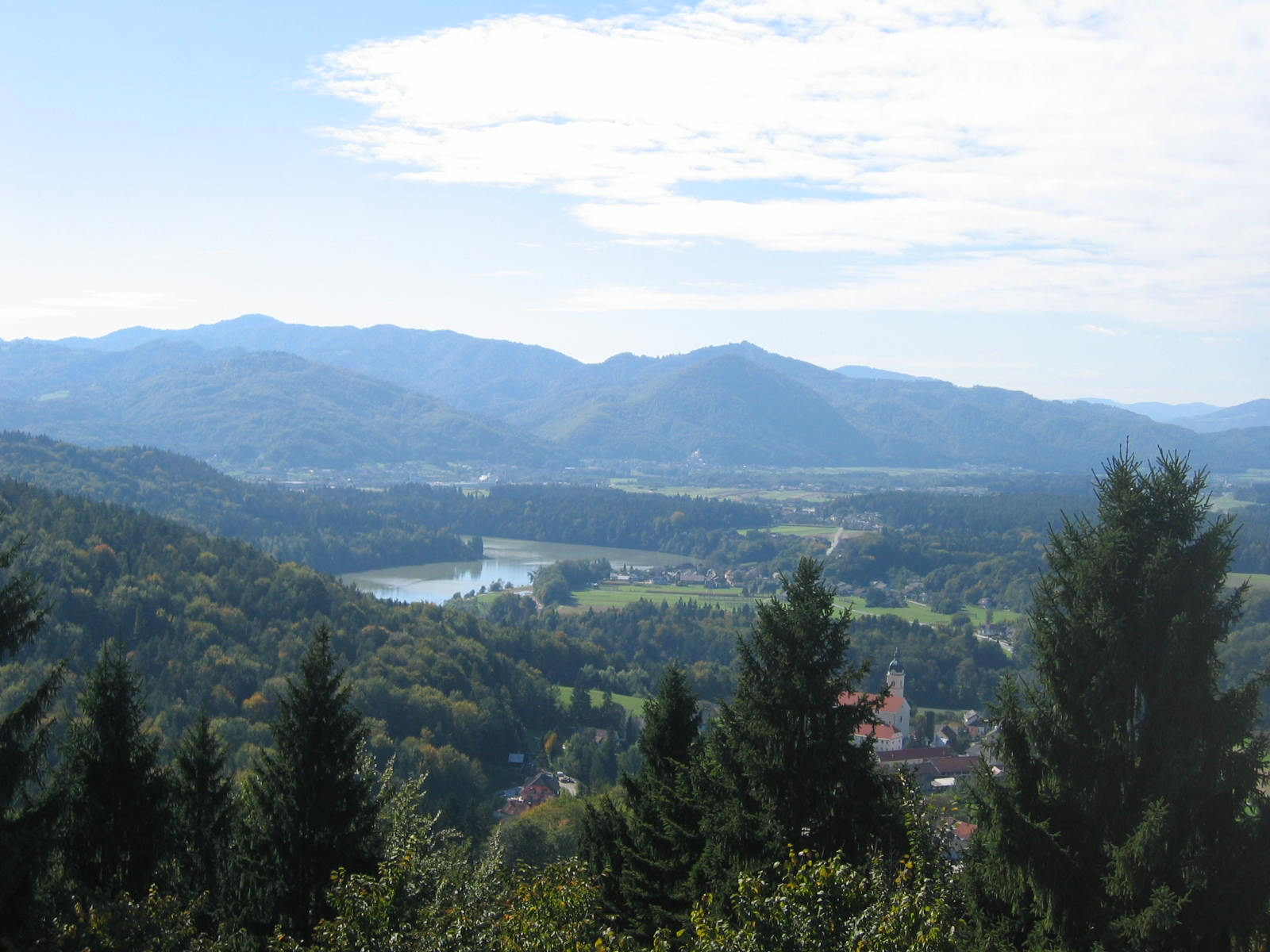
Lacul Zbilje în amonte de Medvode

Șapte din cele mai mari opt lacuri de acumulare din bazinul Savei sunt amplasate în bazinul hidrografic al Drinei, cel mai mare fiind lacul Piva, de 0,88 km³ de pe râul eponim din Muntenegru, creat după construirea barajului Mratinje⁠(d). În total, sunt 22 de lacuri de acumulare, având peste 5 milioane de metri cubi de apă, doar patru dintre ele fiind situate direct pe Sava, inclusiv unul pe Sava Dolinka. Majoritatea lacurilor de acumulare sunt utilizate în principal, dacă nu exclusiv, la generarea energiei electrice, dar sunt folosite și ca sursă de apă potabilă, sursă de ape industriale, pentru irigații și producerea hranei.
Apele subterane sunt o resursă importantă în bazinul Savei, folosite în general pentru aprovizionarea cu apă potabilă a populației, ca sursă de ape industriale și pentru susținerea ecosistemelor acvatice. Au fost identificate 41 de corpuri de ape subterane de importanță mare în bazinul Savei, cu suprafețe în intervalul 97–5.186 km², precum și numeroase altele minore. Deși majoritatea sunt ape transfrontaliere, unsprezece sunt considerate a fi amplasate în principal în Slovenia, paisprezece în Croația, șapte în Bosnia și Herțegovina, cinci în Serbia și patru în Muntenegru.

## Geologia
Cursul râului Sava trece prin mai multe unități geologice⁠(d) și regiuni orografice diferite. Cursul superior al râului și izvoarele sale din zona Karavanke se află în Alpii Meridionali⁠(d), de-a lungul faliei Sava — ea însăși paralelă cu stratul Periadriatic⁠(d). În regiune sunt expuse roci mezozoice și din triasicul superior. Depresiunea Ljubljana reprezintă limita dintre Alpii Meridionali și Alpii Dinarici. Văile Sava Dolinka și Sava Bohinjka sunt văi glaciare, săpate de ghețarii Sava Dolinka și Bohinj prin înaintarea prin lanțul muntos Karavanke până în împrejurimile satului actual Radovljica. Spre pleistocenul târziu, ghețarul Bohinj era cel mai mare ghețar din teritoriul Sloveniei actuale, cu o grosime de până la 900 m. Cutele Sava, la sud-est și est de depresiunea Ljubljana sunt considerate o parte a Alpilor Dinarici, despărțind depresiunile Ljubljana și Krško, și formând Dealurile Savei. Cutele orientate pe direcția est-vest sunt apărute după miocen, cutarea considerându-se a fi avut loc în pliocen și cuaternar, dar este posibil ca activitatea tectonică să continue și în ziua de astăzi. Cutele Sava prezintă în mare parte roci paleozoice și triasice, și sedimente clastice⁠(d).
Cursul inferior al Savei se află în depresiunea Panonică — în care râul Sava ajunge în extremitatea vestică, prin depresiunea Krško. Depresiunea Panonică s-a format prin subțierea și subsidența structurilor scoarței formate  orogeneza variscană din paleozoicul târziu. Structurile paleozoice și mezozoice sunt vizibile în Papuk⁠(d) și în alți munți din Slavonia. Procesele au dus și la formarea unul lanț stratovulcanic în acest bazin acum circa 17–12 milioane de ani și au intensificat subsidența observată până acum 5 milioane de ani, precum și platouri bazaltice⁠(d) vechi de circa 7,5 milioane de ani. Înălțarea contemporană a Munților Carpați a împiedicat curgerea apelor către Marea Neagră, și în această depresiune s-a format Marea Panonică. Sedimentele au fost transportate în acest bazin din înălțarea Munților Carpați și Dinarici, sedimente fluviale deosebit de adânci fiind depuse în pleistocen în timpul înălțării Munților Transdanubieni⁠(d). În cele din urmă, în bazin au fost depuși până la 3.000 m de sedimente, iar Marea Panonică s-a scurs în cele din urmă prin defileul Porțile de Fier. În sudul Câmpiei Panonice, adâncimea sedimentelor din neogen până în cuaternar este mai mică, având o medie de 500–1.500 m, cu excepția părților centrale ale depresiunilor formate prin subducție. O zonă de subducție s-a format în actuală vale a Savei, și circa 4.000 m de sedimente au fost depuse în depresiunea Slavonia-Syrmia, și 5.500 m în depresiunea Sava. Rezultatele acestor procese sunt câmpuri mari în valea Savei și în valea Kupei. Acestea sunt presărate cu horsturi și grabene, despre care se crede că ieșeau la suprafața Mării Panonice ca insule⁠(d), și car au devenit cumpănă a apelor între bazinele Dravei și Savei, întinzându-se de-a lungul lanțului muntos Ivanščica–Kalnik⁠(d)–Bilogora⁠(d)–Papuk. Muntele Papuk este flancat de dealurile Krndija⁠(d) și Dilj⁠(d) pe conturul estic al  văii Požega⁠(d). Munții Bilogora, Papuk și Krndija constau mai ales din roci paleozoice, vechi de 300–350 de milioane de ani, în timp ce Dilj constă din roci neogene, mult mai recente, de 2–18 milioane de ani. Mai la est de acest lanț, cumpăna apelor trece prin platourile Đakovo–Vinkovci și Vukovar. Plaoul de loess ce se extinde spre est de la Dilj și reprezintă cumpăna apelor între râurile Vuka⁠(d) și Bosut, se ridică treptat până la Fruška Gora la sud de Ilok.

## Economia

### Generarea de energie electrică
Există 18 centrale hidroelectrice cu o capacitate de peste 10 megawați în bazinul Savei. În Slovenia, majoritatea se află chiar pe Sava. În alte țări, centralele hidroelectrice se află pe afluenții săi. Capacitatea energetică totală a celor 18 hidrocentrale, împreună cu alte centrale mai mici aflate mai ales în Slovenia, se ridică la 41.542 MW, și capacitatea lor anuală de producție se ridică la 2497 gigawatt-ore⁠(d). Circa 3,3 km³ de apă din bazinul râului este folosită anual pentru răcirea termocentralelor și centralelor nucleare. Răcirea centralelor electrice reprezintă principala utilizare a apelor râului Sava.
În octombrie 2012, erau șase centrale hidroelectrice pe Sava. În amonte de Ljubljana se află hidrocentralele Moste, Mavčiče și Medvode, iar Vrhovo, Boštanj și Blanca se aflau în aval de capitala Sloveniei. Mai există o centrală aflată în construcție lângă Krško. Hidrocentrala Krško, ca și celelalte două aflate pe Sava în aval de Ljubljana—Brežice și Mokrice—trebuiau terminate în 2018. Centralele din aval de Ljubljana, cu excepția celei de la Vrhovo, sunt dezvoltate ca un lanț de cinci centrale din Valea Savei Inferioare din Slovenia începând cu anul 2002. Ele vor avea o capacitate de producție de 2.000 GWh pe an și o putere instalată⁠(d) de 570 MW. Construcția celor cinci centrale are un cost estimat la 700 de milioane de euro. Există planuri și pentru construirea a zece noi centrale electrice pe valea mijlocie a Savei, la Suhadol, Trbovlje, Renke, Ponovice, Kresnice, Jevnica, Zalog, Šentjakob, Ježica și Tacen. Croația intenționează să construiască patru hidrocentrale pe Sava în zona Zagreb. Cele patru—Podsused⁠(d), Prečko, Zagreb și Drenje⁠(d)—urmează a fi terminate până în 2021 cu un cost de 800 de milioane de euro. Cele patru centrale vor avea o putere instalată de 122 MW și o producție anuală de 610 GWh.
| Hidrocentrală                                                        | Locație           | Putere instalată⁠(d) | Capacitae anuală de producție |
| -------------------------------------------------------------------- | ----------------- | ------------------- | ----------------------------- |
| Moste                                                                | Moste, Slovenia   | 21 MW               | 56 GWh                        |
| Mavčiče                                                              | Mavčiče, Slovenia | 38 MW               | 62 GWh                        |
| Medvode                                                              | Medvode, Slovenia | 25 MW               | 72 GWh                        |
| Vrhovo                                                               | Vrhovo, Slovenia  | 34.2 MW             | 116 GWh                       |
| Boštanj                                                              | Boštanj, Slovenia | 36 MW               | 115 GWh                       |
| Blanca                                                               | Blanca, Slovenia  | 42 MW               | 144 GWh                       |
| Surse: Savske Elektrarne Ljubljana, Hidroelektrarne na spodnji Savi. |                   |                     |                               |

### Alimentarea cu apă și producerea alimentelor
Se estimează că pentru alimentarea cu apă în bazinul Savei, se folosesc 783.000.000 m³ din apele râului pe an, și că alți 289.000.000 m³ sunt folosiți în producția industrială. Utilizarea apelor pentru agricultură în bazinul Savei este relativ ridicată, dar majoritatea este folosită fără a fi consumată, cum ar fi în crescătorii de pești. Utilizarea apei pentru irigații este relativ scăzută, fiind estimată la 30.000.000 m³ anual. Pescuitul comercial⁠(d) pe Sava este în declin de la jumătatea secolului al XX-lea. În 1978, mai existau doar 97 de pescari comerciali, între timp devenind dominant pescuitul recreativ. Declinul a accelerat în timpul războaielor din Croația și din Bosnia și Herțegovina, reducând cantitatea de pește prins în râu la aproximativ o treime din cea antebelică, de 719–988 t între 1979 și 1990. Comisia Internațională a Bazinului Savei⁠(d) (ISRBC), organism de cooperare înființat de Bosnia și Herțegovina, Croația, Slovenia și Serbia și Muntenegru în 2005, este însărcinată cu gestiunea sustenabilă a apelor de suprafață și subterane din bazinul râului Sava.

### Navigația și porturile
Sava este navigabilă pentru vasele mai mari pe 593,8 km între confluența sa cu Dunărea la Belgrad, Serbia și Podul Galdovo de la Sisak, Croația, la 2,8 km în amonte de confluența cu râul Kupa. Acest punct marchează și cel mai vestic punct de pe cursul râului desemnat drept cale navigabilă internațională clasa a IV-a în conformitate cu Acordul European pentru Căi Navigabile Continentale Principale de Importanță Internațională (AGN) al Comisiei Economice a Națiunilor Unite pentru Europa. Această clasificare înseamnă că porțiunea de râu între Sisak și Belgrad este navigabilă pentru navele cu o lungime maximă de 80–85 m, lățime maximă de 9,5 m, pescaj maxim de 2,5 m și un tonaj de până la 1.500 t. În aval de Sisak, Sava este desemnată drept calea navigabilă europeană E 80-12, ramificată din calea navigabilă europeană E 80 care duce pe Dunăre și Rin până la Le Havre. Cele mai mari porturi de pe Sava sunt Brčko și Šamac din Bosnia și Herțegovina, Sisak și Slavonski Brod din Croația, și Šabac și Sremska Mitrovica din Serbia.
În 2008, 24,5 km din cursul râului între Slavonski Šamac și Oprisavci, precum și alți 219,8 km între Slavonski Brod și Sisak, sunt considerați de Ministerul Afacerilor Maritime, Transporturilor și Infrastructurii din Croația⁠(d) a nu îndeplini criteriile pentru clasa a IV-a, și ar permite doar navigația navelor de până la 1.000 t conform categoriei III a AGN. Secțiunea Slavonski Šamac–Oprisavci este deosebit de problematică pentru navigație, întrucât oferă pescaj de 250 cm pe durata a mai puțin de 50% din anul hidrologic mediu, ceea ce face ca navigația să fie întreruptă pe timpul verii. Întreruperi similare sunt mai puțin frecvente pe alte porțiuni ale râului, în medie 30 de zile pe an în amonte de Oprisavci, și și mai rar în aval de Slavonski Šamac.
Restricțiile de pescaj și ale căii navigabile se cumulează peste meandrarea cursului râului—care limitează lungimea vaselor—și cu înălțimea mică a podurilor. Alte probleme le pune slaba infrastructură de transport de pe rută, inclusiv marcajele navale slabe, și prezența de vase scufundate și muniții neexplodate. Navigația pe alți 68 km în amonte până la Rugvica lângă Zagreb este posibilă pentru vasele cu tonaj⁠(d) sub 1.000 t, acea secțiune de râu aparținând categoriei II a AGN. Există planuri pentru restaurarea căii navigabile conforme categoriei IV în aval de Sisak și ameliorarea infrastructurii de navigație între Sisak și Rugvica, precum și ridicarea căii navigabile dintre Brčko și Belgrad la categoria Va, similară cu cea a Dunării, cu navigație neîntreruptă pe durata întregului an. Se dorește ca planul să fie susținut de Uniunea Europeană și, în octombrie 2012, s-a semnat un acord pentru implementarea lui între Bosnia și Herțegovina, și Croația, Serbia fiind invitată să adere la proiect. Obiectivele sunt creșterea siguranței și volumului de transport fluvial, care a scăzut cu circa 70% de la destrămarea Iugoslaviei, în mare parte din cauza slabei întrețineri a rutei. ISRBC este însărcinată cu stabilirea unui regim internațional de navigație pe râu din 2005.
| Țara    | Portul            | Tonaj anual | An   |
| ------- | ----------------- | ----------- | ---- |
| Croația | Sisak             | 139.899 t   | 2007 |
| Croația | Slavonski Brod    | 139.364 t   | 2007 |
| Serbia  | Sremska Mitrovica | 295.551 t   | 2009 |

### Drumuri, căi ferate și conducte
Valea râului Sava este și rută de transport rutier și feroviar. Drumurile de pe valea Savei fac parte din coridorul paneuropean X⁠(d), și formează intersecții cu coridoarele paneuropene V, Vb, Vc⁠(d), Xa și Xb în zonele Ljubljana (V), Zagreb (Vb, Xa), Slavonski Šamac (Vc), și Belgrad (Xb). Autostrăzile care formează coridorul paneuropean X în zonă—A2 din Slovenia⁠(d), A3 din Croația și A1 din Serbia—reprezintă o parte din drumul european E70 Bordeaux–Torino–Ljubljana–Zagreb–Belgrad–București, și drumul european E61⁠(d) Villach–Ljubljana–Trieste–Rijeka. O cale ferată predominant dublă⁠(d) și electrificată face și ea parte din coridorul X. Calea ferată făcea parte din rutele Simplon-Orient-Express și Direct-Orient-Express. Cursul navigabil între Belgrad și Galdovo (la nord de Sisak) este traversat de 25 de poduri. Valea râului Sava de la est de Sisak este folosită și ca rută pentru Jadranski naftovod⁠(d), o conductă de țiței. Sistemul leagă terminalul petrolier din portul Rijeka⁠(d) de rafinăriile de petrol din Rijeka și Sisak, până la Brod în Bosnia și Herțegovina, precum și de Novi Sad și Pančevo din Serbia.

## Mediul

### Poluarea
Principala presiune pe mediul înconjurător al bazinului Savei este generată de activitățile populației urbane din bazin. Chiar dacă aproape toate centrele populate care generează poluare de peste 10.000 de populație echivalentă⁠(d) (PE) au o formă de tratare a apelor uzate, mai puțin de un sfert dintre ele sunt adecvate. Apele uzate a 86% din așezările din bazinul râului Sava, care generează peste 2000 PE, sunt netratate. Nivelurile de poluare variază de-a lungul râului. Cele mai bune condiții în termeni de tratare a apelor uzate se găsesc în Slovenia, deși utilitățile existente sunt inadecvate.
În Serbia, pe de altă parte, 68% din centrele populate nu au uzine de tratare a apei uzate. Centrele ce depășesc 2000 PE descarcă direct în apele de suprafață ale bazinului Savei 11.112 t de azot și 2.642 t de fosfor.
Agricultura este o altă sursă importantă de poluare a apelor de suprafață din bazinul Savei, anume prin producția de bălegar⁠(d). Se estimează că poluare generată de producția de bălgar este de 32.394 t de azot și 3.784 t de fosfor pe an. Ca urmare, râul Sava este poluat microbiologic în zonele afectate de poluare cu nutrienți. O astfel de parte a râului este porțiunea inferioară dintre Šabac și Belgrad, unde concentrațiile acceptabile de bacterii sunt depășite.
Nivelurile poluării industriale variază mult de la o zonă la alta a bazinului. În 2007, au fost identificate surse importante de poluare industrială în Slovenia, Bosnia și Herzegovina, și Serbia. Nivelurile de plumb, cadmiu și arsen măsurate în râul Sava la Zagreb în 2003 nu depășeau concentrațiile permise, dar nivelurile de mercur depășeau nivelurile permise în patru din 216 eșantioane. Nivelurile de metale grele, anume zinc, cupru, plumb și cadmiu, măsurate în sedimentele din râul Sava lângă Belgrad au fost considerate a nu reprezenta representing niciun risc, și concluzia trasă a fost că pentru a „reduce contaminarea bacterială existentă a râului Sava este nevoie să se controleze deversarea de materii fecale lângă orașe ca Belgrad.”  Cele două țări (Croația și Muntenegru) cu cel mai mare acces direct la Adriatica au prezentat de departe cele mai nepoluate ape de suprafață din bazin, deși alți factori, cum ar fi demografie, dezvoltarea agricolă/ecologică și, mai ales, investițiile (interne și externe), joacă un rol.
| Substanțe periculoase din poluarea industrială a apelor de suprafață din bazinul Savei în 2007 | Substanțe periculoase din poluarea industrială a apelor de suprafață din bazinul Savei în 2007 | Substanțe periculoase din poluarea industrială a apelor de suprafață din bazinul Savei în 2007 | Substanțe periculoase din poluarea industrială a apelor de suprafață din bazinul Savei în 2007 | Substanțe periculoase din poluarea industrială a apelor de suprafață din bazinul Savei în 2007 | Substanțe periculoase din poluarea industrială a apelor de suprafață din bazinul Savei în 2007 | Substanțe periculoase din poluarea industrială a apelor de suprafață din bazinul Savei în 2007 | Substanțe periculoase din poluarea industrială a apelor de suprafață din bazinul Savei în 2007 | Substanțe periculoase din poluarea industrială a apelor de suprafață din bazinul Savei în 2007 | Substanțe periculoase din poluarea industrială a apelor de suprafață din bazinul Savei în 2007 |
| Țara                                                                                           | Arsen                                                                                          | Cadmiu                                                                                         | Crom                                                                                           | Cupru                                                                                          | Mercur                                                                                         | Nichel                                                                                         | Plumb                                                                                          | Zinc                                                                                           | Fenoli                                                                                         |
| ---------------------------------------------------------------------------------------------- | ---------------------------------------------------------------------------------------------- | ---------------------------------------------------------------------------------------------- | ---------------------------------------------------------------------------------------------- | ---------------------------------------------------------------------------------------------- | ---------------------------------------------------------------------------------------------- | ---------------------------------------------------------------------------------------------- | ---------------------------------------------------------------------------------------------- | ---------------------------------------------------------------------------------------------- | ---------------------------------------------------------------------------------------------- |
| Slovenia                                                                                       | 115                                                                                            | 0,03                                                                                           | 83                                                                                             | 142                                                                                            | 0.51                                                                                           | 582                                                                                            | 75                                                                                             | 7656                                                                                           | 104                                                                                            |
| Croația                                                                                        | N/A                                                                                            | N/A                                                                                            | N/A                                                                                            | N/A                                                                                            | 0,02                                                                                           | 0.04                                                                                           | 0.02                                                                                           | N/A                                                                                            | N/A                                                                                            |
| Bosnia și Herțegovina                                                                          | N/A                                                                                            | N/A                                                                                            | 1380                                                                                           | 983                                                                                            | N/A                                                                                            | 21                                                                                             | 13.629                                                                                         | 1656                                                                                           | N/A                                                                                            |
| Serbia                                                                                         | 2010                                                                                           | N/A                                                                                            | N/A                                                                                            | N/A                                                                                            | N/A                                                                                            | N/A                                                                                            | N/A                                                                                            | 1223                                                                                           | 2038                                                                                           |
| Muntenegru                                                                                     | N/A                                                                                            | N/A                                                                                            | N/A                                                                                            | N/A                                                                                            | N/A                                                                                            | N/A                                                                                            | 246                                                                                            | 1                                                                                              | N/A                                                                                            |
| Sursa: Comisia Internațională a Bazinului Râului Sava⁠(d); N/A - date indisponibile             |                                                                                                |                                                                                                |                                                                                                |                                                                                                |                                                                                                |                                                                                                |                                                                                                |                                                                                                |                                                                                                |

### Arii protejate
Bazinul Savei este foarte important datorită diversității sale biologice, și conține zone umede aluviale și păduri de șes. Aceasta a dus la clasificarea a șase zone protejate de către țările din  în conformitate cu Convenția Ramsar. Acestea sunt lacul Cerknica⁠(d) din Slovenia, Lonjsko polje și Crna Mlaka⁠(d) din Croația, lacul Bardača⁠(d) din Bosnia și Herțegovina, și mlaștinile Obedska și Zasavica⁠(d) din Serbia.

## Sport și recreere

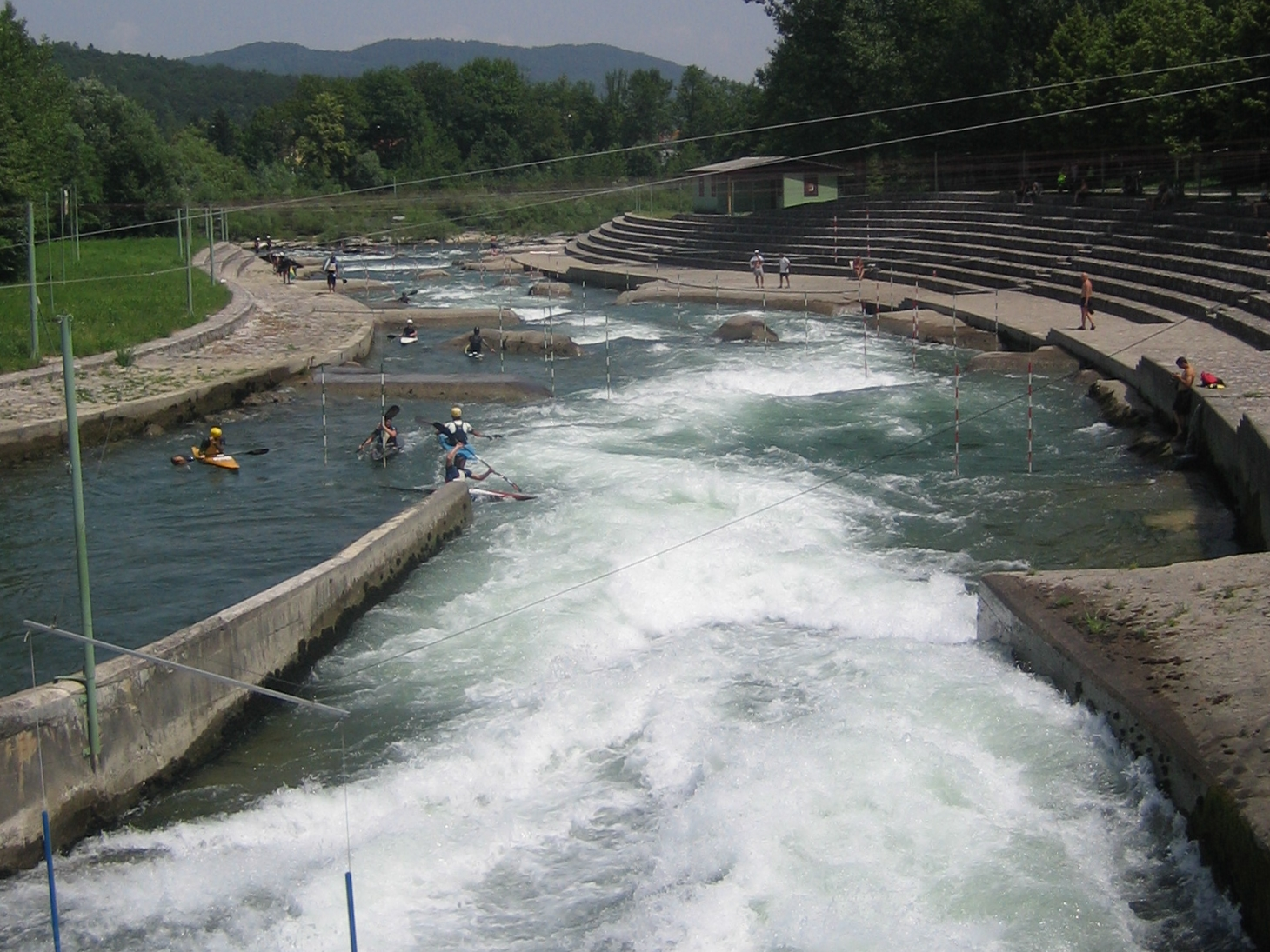
la Ljubljana, Slovenia

Există mai multe zone sportive și de agrement situate pe cursul râului, precum și balastiere și lacuri artificiale adiacente Savei. Repezișul Tacen, situat pe malul drept al râului Sava în suburbia Tacen⁠(d) a Ljubljanei, a fost construit ca loc permanent pentru caiac⁠(d) în 1948. El găzduiește aproape în fiecare an o competiție internațională de anvergură, cum ar fi Campionatele Mondiale ICF de Canoe Slalom⁠(d) din 1955⁠(d), 1991⁠(d), și 2010⁠(d). În Zagreb, complexul de lacuri Jarun de-a lungul cursului râului oferă o gamă largă de locații pentru înot, sporturi de apă și ciclism. Insula Ada Ciganlija din Belgrad este principala zonă de agrement din oraș, având 100.000 de vizitatori pe zi în lunile de vară.
Râul Sava este locul mai multor regate⁠(d). Printre acestea se numără regata de canotaj Turul Internațional al Savei, între Zagreb și Brcko, și Regata Belgrad (de iahting⁠(d)).
Pe râu se desfășoară și Maratonul de Inot Belgrad—o competiție de înot în apă deschisă⁠(d), care se derulează pe un traseu de 18,8 km între satul Jarak⁠(d) și orașul Belgrad din Serbia. Concursul este organizat anual, începând din 1970, și a fost inclus în calendarul internațional FINA din 1984 până în 2012.
Pescuitul sportiv și de agrement este o activitate populară de-a lungul râului Sava. Există o zonă de pescuit sportiv de 700 m pentru competiții, aproape de Hotemež, Slovenia.

## Tradiția
Chiar dacă numele Sava a devenit foarte frecvent între slavi, mai ales ca un nume de persoană (fie masculin, fie feminin) și are o „tonalitate slavă”, numele râului are origini pre-slave, celtice și romane; Strabon scria în Geographica 4.6.10 (compusă între 20 î.e.n. și 20 e.n.) despre râul Saüs,
și romanii au folosit numele Savus. Un alt nume folosit pentru Sava în întregime sau în partea sa inferioară de Strabon, este și Noarus.
Poetul romantic⁠(d) France Prešeren a scris Botez pe Savica⁠(d) (în slovenă Krst pri Savici), epopeea națională⁠(d) slovenă, în 1835. Poezia, referindu-se în titlul său la un afluent al Savei, a inspirat designul stemei Sloveniei⁠(d) din 1991:
Cele două linii ondulate de la baza blazonului oficial reprezintă însă, oficial, toate râurile din Slovenia, și Marea Adriatică, și nu anume Savica sau Sava.
Râul Sava apare și pe stema fostului Regat al Slavoniei:
Desenul, aprobat de către Vladislav al II-lea al Boemiei și Ungariei în 1496, încorporează două bare⁠(d) simbolizând râurile Sava și Drava care conturează granițele regatului. Acel blazon a inspirat stemele mai multor cantoane ale Croației de astăzi, din regiunea Slavonia și în sine formează o parte a stemei Croației⁠(d). Poezia Horvatska domovina, scrisă de Antun Mihanović⁠(d) în 1835 ca simbol național al Croației, face și ea referire la Sava. Versurile modificate ale poeziei aveau să devină imnul Croației.